# قناص 2
قناص 2 (بالإنجليزية: Sniper 2)‏ هو فيلم حركة تم إنتاجه في الولايات المتحدة وصدر سنة 2002 بطولة توم بيرينجر وليندن أشبي.

## القصة
الرقيب. ترسله مهمة بيكيت الأخيرة إلى أرض قاحلة مزقتها الحرب بين أوروبا الشرقية وآسيا لاغتيال زعيم إرهابي قمعي. بمجرد الانتهاء من المهمة ، يجد بيكيت ومراقبه الهروب أكثر صعوبة مما كان متوقعًا.

## وصلات خارجية
قناص 2 على موقع IMDb (الإنجليزية)
- قناص 2 على موقع روتن توميتوز (الإنجليزية)
- قناص 2 على موقع نتفليكس (الإنجليزية)
- قناص 2 على موقع ألو سيني (الفرنسية)
- قناص 2 على موقع Turner Classic Movies (الإنجليزية)
- قناص 2 على موقع أول موفي (الإنجليزية)
- قناص 2 على موقع قاعدة بيانات الفيلم (الإنجليزية)
- قناص 2 على موقع ليتربوكسد (الإنجليزية)
- قناص 2 على موقع كينوبويسك (الروسية)